# 献県
献県（けん-けん）は中華人民共和国河北省滄州市に位置する県。

## 地理
邯鄲市から流れる滏陽河（ふようが）と、山西省から流れる滹沱河（こだか）が合流し、子牙河となって天津市へ流れている。

## 歴史
前漢により設置された楽成県を前身とする。県治は現在の県南東部に設置され河間郡の郡治とされた。後漢の時代になると楽陵県、三国時代には魏により楽城県と改称、西晋の時代には河間国の国治とされた。
598年（開皇18年）に隋朝により広城県と、更に601年（仁寿元年）には楽寿県と改称、617年（大業3年）に県治が現在地に遷された。
1129年（天会7年）、金朝により寿州（1151年（天徳3年）に献州と改称）が設置されるとその管轄とされた。明朝が成立すると1369年（洪武2年）に楽寿県は廃止とされ、管轄区域は献州直轄とされた。1375年（洪武8年）に献州が県に降格し献県が成立、現在に至る。

## 行政区画
- 鎮:楽寿鎮、淮鎮鎮、郭荘鎮、河城街鎮、韓村鎮、陌南鎮、陳荘鎮、段村鎮、高官鎮、十五級鎮
- 郷:商林郷、張村郷、臨河郷、小平王郷、塁頭郷、南河頭郷、西城郷
- 民族郷:本斎回族郷

## 出身者
- 紀昀 - 清代の学者。
- 馬本斎 -日中戦争期の軍人。